# I liga argentyńska w piłce nożnej (1940)
Mistrzem Argentyny w roku 1940 został klub Boca Juniors, a wicemistrzem Argentyny klub Independiente.
Do drugiej ligi spadły dwa ostatnie w tabeli kluby – CA Vélez Sarsfield i Chacarita Juniors. Z drugiej ligi nikt nie awansował, więc pierwsza liga zmniejszona została z 18 do 16 klubów.

## Primera División

### Kolejka 1
| Data            | Mecz |
| --------------- | --- |
| 7 kwietnia 1940 | River Plate – Independiente 1:2 Roberto D’Alessandro - Juan J. Zorrilla (2)                                                                               |
| 7 kwietnia 1940 | Atlanta Buenos Aires – Gimnasia y Esgrima La Plata 5:1 José Martínez (2), Francisco Rodríguez, Andrés Ramos (2) - Teófilo Espínola                        |
| 7 kwietnia 1940 | Club Atlético Lanús – Rosario Central 6:5 Alberto Lorenzo (3), Luis Arrieta (2), José García - Francisco Sosa (2, 1k), Ernesto Allende, Bernardo Vilariño |
| 7 kwietnia 1940 | Boca Juniors – CA Tigre 3:2 Luis Carniglia, Bernardo Gandulla, Aníbal Tenorio - Eusebio Videla (2)                                                        |
| 7 kwietnia 1940 | Estudiantes La Plata – Chacarita Juniors 1:1 Juan J. Negri - Manuel Aragüez                                                                               |
| 7 kwietnia 1940 | Racing Club de Avellaneda – CA Platense 2:1 Juan A. Devizia, Francisco Fandiño - Gregorio Esperón                                                         |
| 7 kwietnia 1940 | CA Huracán – San Lorenzo de Almagro 2:4 Placido Rodríguez (2) - Isidro Lángara (2, 1k), Waldemar do Brito, Antonio Núñez                                  |

### Kolejka 2
| Data             | Mecz |
| ---------------- | --- |
| 14 kwietnia 1940 | Racing Club de Avellaneda – River Plate 6:3 Delfín Benítez Cáceres (4), Enrique García, Juan A. Devizia - José M. Moreno, Roberto D’Alessandro, Adolfo Pedernera |
| 14 kwietnia 1940 | CA Platense – Estudiantes La Plata 2:1 Juan S. Prado, Ricardo Stagi - Manuel Pelegrina k                                                                         |
| 14 kwietnia 1940 | Gimnasia y Esgrima La Plata – Independiente 1:1 Isidoro Orleans - Arsenio Erico                                                                                  |
| 14 kwietnia 1940 | Ferro Carril Oeste – CA Huracán 2:4 Daniel Pícaro, Manuel Giménez - Rogelio Barros, Plácido Rodríguez, Herminio Masantonio (2)                                   |
| 14 kwietnia 1940 | Chacarita Juniors – Newell’s Old Boys 0:2 Mariano Sánchez (2) |
| 14 kwietnia 1940 | San Lorenzo de Almagro – Boca Juniors 2:2 Waldemar do Brito, Isidro Lángara k - Raúl Emeal, Bernardo Gandulla                                                    |
| 14 kwietnia 1940 | CA Tigre – Club Atlético Lanús 3:2 Miguel Careri, Raimundo Sandoval, Nicanor Kajel - José García, Jorge Grandín                                                  |
| 2 maja 1940      | Rosario Central – Atlanta Buenos Aires 2:0 Francisco Sosa, Juan C. Heredia                                                                                       |

### Kolejka 3
| Data             | Mecz |
| ---------------- | --- |
| 21 kwietnia 1940 | River Plate – Gimnasia y Esgrima La Plata 1:1 Carlos Peucelle - Manuel Rocha                                                          |
| 21 kwietnia 1940 | Independiente – Rosario Central 3:2 Juan J. Zorrilla (3, 2k) - Alejandro Barrios (2)                                                  |
| 21 kwietnia 1940 | Atlanta Buenos Aires – CA Tigre 2:0 Ismael Covacich, Francisco Rodríguez                                                              |
| 21 kwietnia 1940 | Newell’s Old Boys – CA Platense 2:2 Mariano Sánchez, Eduardo Gómez - Venancio Barria, Eduardo Ithurbide                               |
| 21 kwietnia 1940 | CA Vélez Sarsfield – Chacarita Juniors 1:2 José B. Menéndez - Fabio Cassán (2)                                                        |
| 21 kwietnia 1940 | Estudiantes La Plata – Racing Club de Avellaneda 1:0 Saúl Ongaro                                                                      |
| 21 kwietnia 1940 | Club Atlético Lanús – San Lorenzo de Almagro 1:5 Luis Arrieta - Isidro Lángara (3), José Fabrini, Gabino Ballesteros                  |
| 21 kwietnia 1940 | Boca Juniors – Ferro Carril Oeste 1:1 Jaime Sarlanga - Joaquín Corvetto k mecz rozegrany został na stadionie klubu Ferro Carril Oeste |

### Kolejka 4
| Data             | Mecz |
| ---------------- | --- |
| 28 kwietnia 1940 | Estudiantes La Plata – River Plate 2:1 Ricardo Galarza, Juan J. Negri - Adolfo Pedernera                           |
| 28 kwietnia 1940 | Ferro Carril Oeste – Club Atlético Lanús 3:1 José Liztherman, Daniel Pícaro, Manuel Giménez - Adolfo Romero        |
| 28 kwietnia 1940 | Racing Club de Avellaneda – Newell’s Old Boys 1:2 Enrique García - Rafael Franco, Eduardo Gómez                    |
| 28 kwietnia 1940 | CA Tigre – Independiente 1:3 Eusebio Videla - Emilio Reuben, Juan J. Maril, Arsenio Erico                          |
| 28 kwietnia 1940 | Chacarita Juniors – CA Huracán 4:1 Fabio Cassán (2), César Roggero, Mario Casagrande - Rubén Perdomo               |
| 28 kwietnia 1940 | CA Platense – CA Vélez Sarsfield 0:1 Alfredo Benaglio                                                              |
| 28 kwietnia 1940 | San Lorenzo de Almagro – Atlanta Buenos Aires 2:4 José Fabrini, Isidro Lángara - Carlos Colosía (3), José Martínez |
| 28 kwietnia 1940 | Rosario Central – Gimnasia y Esgrima La Plata 0:1 Manuel Rocha                                                     |

### Kolejka 5
| Data        | Mecz |
| ----------- | --- |
| 5 maja 1940 | Independiente – San Lorenzo de Almagro 3:0 Antonio Sastre (2), Arsenio Erico                                                            |
| 5 maja 1940 | Boca Juniors – Chacarita Juniors 2:0 Bernardo Gandulla, Américo Di Leo                                                                  |
| 5 maja 1940 | CA Vélez Sarsfield – Racing Club de Avellaneda 3:1 Luis García Cortina (2), José B. Menéndez - Becerra s                                |
| 5 maja 1940 | Gimnasia y Esgrima La Plata – CA Tigre 7:1 Gabino Arregui, Isidoro Orleans (2), Daniel Sabio (2), Alberto Belén (2) - Raimundo Sandoval |
| 5 maja 1940 | River Plate – Rosario Central 2:0 Leonardo Cilaurren, José M. Moreno                                                                    |
| 5 maja 1940 | Atlanta Buenos Aires – Ferro Carril Oeste 2:4 José Martínez, Carlos Colosía - Alfredo Borgnia, Rodolfo Danza (2), Daniel Pícaro         |
| 5 maja 1940 | CA Huracán – CA Platense 2:0 Plácido Rodríguez, Herminio Masantonio                                                                     |
| 5 maja 1940 | Newell’s Old Boys – Estudiantes La Plata 1:3 Rafael Franco - Juan J. Negri, Ricardo Galarza, Carlos Cirico                              |

### Kolejka 6
| Data         | Mecz |
| ------------ | --- |
| 12 maja 1940 | Newell’s Old Boys – River Plate 5:2 Mario Morosano, Rodolfo Amsler (2), José Sisniega, Ángel Perucca - Oscar Díaz, Leonardo Cilaurren |
| 12 maja 1940 | Estudiantes La Plata – CA Vélez Sarsfield 4:2 Julio Gómez, Manuel Pelegrina (2), Carlos Cirico - Luis Pérez, Luis García Cortina |
| 12 maja 1940 | CA Banfield – Atlanta Buenos Aires 7:3 Pedro Agostini (2), Agustín Cosso (3), Florencio Caffaratti, Rafael Sanz - Carlos Colosía, Dante Bianchi, Francisco Rodríguez mecz rozegrany został na stadionie klubu Talleres Remedios de Escalada |
| 12 maja 1940 | CA Tigre – Rosario Central 7:2 Juan Marvezzi (3), Raimundo Sandoval, Aníbal Troncoso (3) - Ricardo Cisterna, Juan C. Heredia |
| 12 maja 1940 | Ferro Carril Oeste – Independiente 1:2 José Liztherman - Vicente de la Mata (2) |
| 12 maja 1940 | Chacarita Juniors – Club Atlético Lanús 1:0 Fabio Cassán |
| 12 maja 1940 | San Lorenzo de Almagro – Gimnasia y Esgrima La Plata 0:1 Gabino Arregui |
| 12 maja 1940 | CA Platense – Boca Juniors 2:1 Ricardo Stagi, Norberto Galvagni - Aníbal Tenorio |
| 12 maja 1940 | Racing Club de Avellaneda – CA Huracán 1:0 Delfín Benítez Cáceres |

### Kolejka 7
| Data         | Mecz |
| ------------ | --- |
| 19 maja 1940 | Gimnasia y Esgrima La Plata – Ferro Carril Oeste 5:4 Alberto Belén, Gabino Arregui, Isidoro Orleans (3) - Raúl Natino, José Liztherman (2), Daniel Pícaro |
| 19 maja 1940 | River Plate – CA Tigre 5:2 Adolfo Pedernera k, Jorge Alcalde (2), Carlos Peucelle, José M. Moreno - Raimundo Sandoval, Aníbal Troncoso                    |
| 19 maja 1940 | CA Huracán – Estudiantes La Plata 6:0 Emilio Baldonedo (3, 1k), Rubén Perdomo, Herminio Masantonio, Plácido Rodríguez                                     |
| 19 maja 1940 | Atlanta Buenos Aires – Chacarita Juniors 1:6 José Bedia - Manuel Araguez (2), Marco Aurelio, Fabio Cassán (2), Pedro Agostini                             |
| 19 maja 1940 | Club Atlético Lanús – CA Platense 1:2 A. López - Ricardo Stagi, Gregorio Esperón k                                                                        |
| 19 maja 1940 | CA Vélez Sarsfield – Newell’s Old Boys 1:3 Genaro Canteli - Juan Gayol (2), Manuel Dorado                                                                 |
| 19 maja 1940 | Rosario Central – San Lorenzo de Almagro 1:0 Constancio Rivero                                                                                            |
| 19 maja 1940 | Independiente – CA Banfield 1:2 Arsenio Erico - Rafael Sanz (2)                                                                                           |
| 19 maja 1940 | Boca Juniors – Racing Club de Avellaneda 4:1 Ricardo Alarcón (2), Bernardo Gandulla (2) - José Díaz k                                                     |

### Kolejka 8
| Data         | Mecz |
| ------------ | --- |
| 23 maja 1940 | Racing Club de Avellaneda – Club Atlético Lanús 6:5 Tiberio Godoy (2), Enrique García, Oscar Larretchart (2), Delfín Benítez Cáceres - Alberto Lorenzo, Luis Arrieta (3), Jorge Grandín |
| 23 maja 1940 | San Lorenzo de Almagro – CA Tigre 4:3 Isidro Lángara (2, 1k), Antonio Núñez, Salustiano Vidal - Raimundo Sandoval, Aníbal Troncoso, Juan Marvezzi                                       |
| 23 maja 1940 | CA Banfield – Gimnasia y Esgrima La Plata 1:2 Eduardo Silvera - Manuel Fidel (2) |
| 23 maja 1940 | Chacarita Juniors – Independiente 1:3 Marco Aurelio - Vicente de la Mata, Arsenio Erico, Antonio Sastre                                                                                 |
| 23 maja 1940 | Estudiantes La Plata – Boca Juniors 1:1 Ángel Laferrara - Jaime Sarlanga |
| 23 maja 1940 | CA Platense – Atlanta Buenos Aires 2:1 Ricardo Stagi, José N. Toledo - Ismael Zabaleta                                                                                                  |
| 23 maja 1940 | Ferro Carril Oeste – Rosario Central 2:1 Raúl Natino, Daniel Pícaro - Ernesto Allende k                                                                                                 |
| 26 maja 1940 | CA Vélez Sarsfield – River Plate 5:2 Luis García Cortina (2), José B. Menéndez, Genaro Canteli, Luis Vassini s - Luis M. Rongo, José M. Moreno                                          |
| 26 maja 1940 | Newell’s Old Boys – CA Huracán 1:1 Mario Morosano - Herminio Masantonio mecz rozegrany został na stadionie klubu Rosario Central                                                        |

### Kolejka 9
| Data         | Mecz |
| ------------ | --- |
| 30 maja 1940 | CA Huracán – CA Vélez Sarsfield 4:1 Herminio Masantonio (2), Plácido Rodríguez, Emilio Baldonedo - Osvaldo Reta                                 |
| 30 maja 1940 | Club Atlético Lanús – Estudiantes La Plata 8:3 Luis Arrieta (5), José García (2), Alberto Lorenzo k - Ángel Laferrara, Manuel Pelegrina (2, 1k) |
| 30 maja 1940 | Rosario Central – CA Banfield 3:2 Harry Hayes (3) - Florencio Caffaratti, Rafael Sanz                                                           |
| 30 maja 1940 | Independiente – CA Platense 1:3 Juan J. Zorrilla - Guillermo Fernández, Ricardo Stagi, Carlos Belfiore                                          |
| 30 maja 1940 | Gimnasia y Esgrima La Plata – Chacarita Juniors 2:1 Alberto Belén (2) - Fabio Cassán                                                            |
| 30 maja 1940 | CA Tigre – Ferro Carril Oeste 0:1 Manuel Giménez                                                                                                |
| 30 maja 1940 | River Plate – San Lorenzo de Almagro 2:1 José M. Moreno (2) - Gabino Ballesteros                                                                |
| 30 maja 1940 | Atlanta Buenos Aires – Racing Club de Avellaneda 1:1 Ismael Zabaleta - José García k                                                            |
| 30 maja 1940 | Boca Juniors – Newell’s Old Boys 2:0 Ricardo Alarcón, Bernardo Gandulla                                                                         |

### Kolejka 10
| Data            | Mecz |
| --------------- | --- |
| 9 czerwca 1940  | Newell’s Old Boys – Club Atlético Lanús 6:1 Mario Morosano (2), Juan Gayol, Rodolfo Amsler, Eduardo Gómez, Acevedo - Atilio Ducca |
| 16 czerwca 1940 | CA Platense – Gimnasia y Esgrima La Plata 3:2 Eduardo Oviedo (2), Guillermo Fernández - Norberto Galvagni s, Daniel Sabio         |
| 16 czerwca 1940 | CA Banfield – CA Tigre 6:1 Agustín Cosso (2), Florencio Caffaratti (2), Juan Cerro, Rafael Sanz - Miguel Careri                   |
| 16 czerwca 1940 | Estudiantes La Plata – Atlanta Buenos Aires 5:1 Carlos Cirico, Ángel Laferrara (2), Manuel Pelegrina (2) - José Martínez          |
| 16 czerwca 1940 | Ferro Carril Oeste – San Lorenzo de Almagro 2:3 José Liztherman (2) - Waldemar do Brito, Isidro Lángara (2)                       |
| 16 czerwca 1940 | CA Huracán – River Plate 4:0 Herminio Masantonio, Rubén Perdomo, Ramón Guerra, Emilio Baldonedo                                   |
| 16 czerwca 1940 | CA Vélez Sarsfield – Boca Juniors 0:0                                                                                             |
| 16 czerwca 1940 | Racing Club de Avellaneda – Independiente 1:1 Juan A. Devizia - Vicente de la Mata                                                |
| 16 czerwca 1940 | Chacarita Juniors – Rosario Central 1:3 Mario Casagrande - Aníbal Maffei (3)                                                      |

### Kolejka 11
| Data            | Mecz |
| --------------- | --- |
| 23 czerwca 1940 | Gimnasia y Esgrima La Plata – Racing Club de Avellaneda 3:2 Alberto Belén, Manuel Fidel, Daniel Sabio - Delfín Benítez Cáceres (2)       |
| 23 czerwca 1940 | Independiente – Estudiantes La Plata 8:1 Juan J. Zorrilla (2), Arsenio Erico (4), Vicente de la Mata, Juan J. Zorrilla - Ángel Laferrara |
| 23 czerwca 1940 | CA Tigre – Chacarita Juniors 4:1 Juan Marvezzi (3), Raimundo Sandoval - Marco Aurelio                                                    |
| 23 czerwca 1940 | San Lorenzo de Almagro – CA Banfield 2:2 Eduardo Heisecke, Isidro Lángara - Rafael Sanz, Juan Cerro                                      |
| 23 czerwca 1940 | Boca Juniors – CA Huracán 3:0 Jaime Sarlanga (2), Bernardo Gandulla                                                                      |
| 23 czerwca 1940 | River Plate – Ferro Carril Oeste 1:1 Horacio Noseda s - José Liztherman                                                                  |
| 23 czerwca 1940 | Rosario Central – CA Platense 1:1 Harry Hayes - Ricardo Stagi                                                                            |
| 23 czerwca 1940 | Atlanta Buenos Aires – Newell’s Old Boys 1:1 Isaac Scliar - Manuel Dorado                                                                |
| 23 czerwca 1940 | Club Atlético Lanús – CA Vélez Sarsfield 2:1 Héctor Ingunza, Luis Arrieta - Luis Pérez                                                   |

### Kolejka 12
| Data            | Mecz |
| --------------- | --- |
| 30 czerwca 1940 | CA Huracán – Club Atlético Lanús 4:3 Emilio Baldonedo (2), Herminio Masantonio, Ramón Guerra - Alberto Lorenzo, Jorge Grandín, Constantino Kalerguis |
| 30 czerwca 1940 | CA Vélez Sarsfield – Atlanta Buenos Aires 3:2 Fernando García, Luis Pérez, Julio Munlloch - Isaac Scliar, Francisco Rodríguez                        |
| 30 czerwca 1940 | Racing Club de Avellaneda – Rosario Central 5:0 Sergio Fernández (2), José Díaz, Delfín Benítez Cáceres, Enrique García                              |
| 30 czerwca 1940 | CA Platense – CA Tigre 4:3 José Barreira, Guillermo Fernández (2), Ricardo Stagi - Mario Tosoni, Raimundo Sandoval, Nicanor Kajel                    |
| 30 czerwca 1940 | Newell’s Old Boys – Independiente 1:1 Rodolfo Amsler - Vicente de la Mata                                                                            |
| 30 czerwca 1940 | Estudiantes La Plata – Gimnasia y Esgrima La Plata 2:1 Ángel Laferrara, Juan J. Negri - Isidoro Orleans                                              |
| 30 czerwca 1940 | Boca Juniors – River Plate 3:1 Julio Rosell, Jaime Sarlanga, Ricardo Alarcón - Roberto D’Alessandro                                                  |
| 30 czerwca 1940 | Chacarita Juniors – San Lorenzo de Almagro 1:1 Manuel Aragüez - Waldemar do Brito                                                                    |
| 30 czerwca 1940 | CA Banfield – Ferro Carril Oeste 0:0 |

### Kolejka 13
| Data         | Mecz |
| ------------ | --- |
| 7 lipca 1940 | River Plate – CA Banfield 6:0 Roberto D’Alessandro (2), Adolfo Pedernera k, Ángel Labruna, José M. Moreno (2)              |
| 7 lipca 1940 | Club Atlético Lanús – Boca Juniors 2:4 Luis Arrieta, José García - Jaime Sarlanga, Julio Rosell (2), Ricardo Alarcón       |
| 7 lipca 1940 | CA Tigre – Racing Club de Avellaneda 3:2 Juan Marvezzi, Mario Tosoni, Raimundo Sandoval - Sergio Fernández, José L. Walter |
| 7 lipca 1940 | Gimnasia y Esgrima La Plata – Newell’s Old Boys 3:2 Manuel Fidel, Carlos A. Danielle (2) - Juan Gayol, Rodolfo Amsler      |
| 7 lipca 1940 | Independiente – CA Vélez Sarsfield 5:0 Vicente de la Mata (3), Juan J. Zorrilla, Juan J. Maril                             |
| 7 lipca 1940 | Ferro Carril Oeste – Chacarita Juniors 1:2 Joaquín Corvetto k - Fabio Cassán (2)                                           |
| 7 lipca 1940 | Atlanta Buenos Aires – CA Huracán 0:1 Rubén Perdomo                                                                        |
| 7 lipca 1940 | San Lorenzo de Almagro – CA Platense 0:2 Ricardo Stagi, Gregorio Esperón k                                                 |
| 7 lipca 1940 | Rosario Central – Estudiantes La Plata 5:3 Harry Hayes (5) - Juan J. Negri, Ángel Laferrara, Ignacio Díaz s                |

### Kolejka 14
| Data             | Mecz |
| ---------------- | --- |
| 14 lipca 1940    | Newell’s Old Boys – Rosario Central 1:3 Eduardo Gómez - Juan C. Heredia, Aníbal Maffei, Harry Hayes                      |
| 14 lipca 1940    | Estudiantes La Plata – CA Tigre 1:2 Juan J. Negri - Juan Marvezzi (2)                                                    |
| 14 lipca 1940    | Racing Club de Avellaneda – San Lorenzo de Almagro 2:0 Delfín Benítez Cáceres, Tiberio Godoy                             |
| 14 lipca 1940    | CA Platense – Ferro Carril Oeste 2:4 Ricardo Stagi, Juan S. Prado - José Liztherman (3, 1k), Raúl Natino                 |
| 8 sierpnia 1940  | Boca Juniors – Atlanta Buenos Aires 4:1 Roque Valsecchi, Ricardo Alarcón, Jaime Sarlanga, Julio Rosell - Ismael Zabaleta |
| 11 sierpnia 1940 | CA Vélez Sarsfield – Gimnasia y Esgrima La Plata 1:3 José M. Noguera - Isidoro Orleans, Daniel Sabio (2)                 |
| 11 sierpnia 1940 | Chacarita Juniors – CA Banfield 0:2 Florencio Caffaratti (2)                                                             |
| 11 sierpnia 1940 | Club Atlético Lanús – River Plate 1:1 Luis Arrieta - José M. Moreno                                                      |
| 11 sierpnia 1940 | CA Huracán – Independiente 1:0 Emilio Baldonedo                                                                          |

### Kolejka 15
| Data          | Mecz |
| ------------- | --- |
| 21 lipca 1940 | Independiente – Boca Juniors 7:1 Antonio Sastre (2), Segundo Ibáñez s, Arsenio Erico (2), Raúl Leguizamón, Celestino Martínez - Jaime Sarlanga                           |
| 21 lipca 1940 | Ferro Carril Oeste – Racing Club de Avellaneda 2:4 José Liztherman (2) - Enrique García (2, 1k), Delfín Benítez Cáceres (2)                                              |
| 21 lipca 1940 | River Plate – Chacarita Juniors 4:1 Adolfo Pedernera, Roberto D’Alessandro, Ángel Labruna (2) - Fabio Cassán                                                             |
| 21 lipca 1940 | Gimnasia y Esgrima La Plata – CA Huracán 3:5 Enrique Cerioni k, Isidoro Orleans, Alberto Belén - Herminio Masantonio (2), Manuel Giúdice, Emilio Baldonedo, Ramón Guerra |
| 21 lipca 1940 | Rosario Central – CA Vélez Sarsfield 4:0 Aníbal Maffei (2), Harry Hayes (2, 1k)                                                                                          |
| 21 lipca 1940 | CA Tigre – Newell’s Old Boys 2:2 Aníbal Troncoso, Juan Marvezzi - Manuel Dorado, Rafael Franco                                                                           |
| 21 lipca 1940 | Atlanta Buenos Aires – Club Atlético Lanús 2:4 Ismael Zabaleta (2) - Jorge Grandín, José García (3)                                                                      |
| 21 lipca 1940 | CA Banfield – CA Platense 1:0 Florencio Caffaratti mecz rozegrany został na stadionie klubu Talleres Remedios de Escalada                                                |
| 21 lipca 1940 | San Lorenzo de Almagro – Estudiantes La Plata 1:0 Waldemar do Brito k |

### Kolejka 16
| Data          | Mecz |
| ------------- | --- |
| 28 lipca 1940 | Boca Juniors – Gimnasia y Esgrima La Plata 8:2 Oscar Montañez s, Raúl Emeal (2), Jaime Sarlanga, Aníbal Tenorio, Bernardo Gandulla, Ricardo Alarcón (2) - Isidoro Orleans, Roberto Scarone |
| 28 lipca 1940 | Atlanta Buenos Aires – River Plate 1:4 Alberto Taboada - Aristóbulo Deambrosi, Adolfo Pedernera k, Ángel Labruna, Roberto D’Alessandro                                                     |
| 28 lipca 1940 | Racing Club de Avellaneda – CA Banfield 4:2 Enrique García (2), Delfín Benítez Cáceres (2) - Rafael Sanz, Agustín Cosso                                                                    |
| 28 lipca 1940 | Estudiantes La Plata – Ferro Carril Oeste 4:1 Carlos Cirico, Manuel Pelegrina, Juan J. Negri, Julio Gómez - José Liztherman k                                                              |
| 28 lipca 1940 | CA Platense – Chacarita Juniors 3:2 Eduardo Oviedo, Ricardo Stagi, Enrique Amiano - César Roggero, Manuel Aragüez k                                                                        |
| 28 lipca 1940 | CA Huracán – Rosario Central 2:0 Emilio Baldonedo, Manuel Giúdice |
| 28 lipca 1940 | Newell’s Old Boys – San Lorenzo de Almagro 1:3 Manuel Dorado - José Fabrini (2), Isidro Lángara                                                                                            |
| 28 lipca 1940 | CA Vélez Sarsfield – CA Tigre 3:2 José B. Menéndez (2), Luis García Cortina - Juan Marvezzi (2)                                                                                            |
| 31 lipca 1940 | Club Atlético Lanús – Independiente 0:2 Antonio Sastre, Emilio Reuben |

### Kolejka 17
| Data             | Mecz |
| ---------------- | --- |
| 4 sierpnia 1940  | CA Banfield – Estudiantes La Plata 3:2 Rafael Sanz (2), Agustín Cosso k - Manuel Pelegrina (2) mecz rozegrany został na stadionie klubu Talleres Remedios de Escalada |
| 4 sierpnia 1940  | Ferro Carril Oeste – Newell’s Old Boys 2:2 Raúl Natino, Joaquín Corvetto - Eduardo Gómez, Norberto Pairoux                                                            |
| 4 sierpnia 1940  | San Lorenzo de Almagro – CA Vélez Sarsfield 3:0 Isidro Lángara (2, 1k), Gabino Ballesteros                                                                            |
| 4 sierpnia 1940  | River Plate – CA Platense 1:1 Carlos Peucelle - José Ramos s |
| 4 sierpnia 1940  | CA Tigre – CA Huracán 0:1 Emilio Baldonedo |
| 4 sierpnia 1940  | Chacarita Juniors – Racing Club de Avellaneda 0:0 |
| 4 sierpnia 1940  | Gimnasia y Esgrima La Plata – Club Atlético Lanús 3:1 Alberto Belén (2), Gabino Arregui - Adolfo Romero                                                               |
| 4 sierpnia 1940  | Independiente – Atlanta Buenos Aires 2:0 Arsenio Erico, Emilio Reuben                                                                                                 |
| 11 sierpnia 1940 | Rosario Central – Boca Juniors 0:5 Ricardo Alarcón (3), Jaime Sarlanga, Bernardo Gandulla                                                                             |

### Kolejka 18
| Data             | Mecz |
| ---------------- | --- |
| 18 sierpnia 1940 | San Lorenzo de Almagro – CA Huracán 3:3 Isidro Lángara (2), Juan A. Fattoni - Herminio Masantonio (3)                                                                    |
| 18 sierpnia 1940 | CA Tigre – Boca Juniors 2:3 Raimundo Sandoval (2) - Jaime Sarlanga, Ricardo Alarcón, Bernardo Gandulla                                                                   |
| 18 sierpnia 1940 | Gimnasia y Esgrima La Plata – Atlanta Buenos Aires 6:3 Carlos A. Danielle, Gabino Arregui (2), Manuel Fidel (2), Roberto Scarone - Andrés Ramos (2), Francisco Rodríguez |
| 18 sierpnia 1940 | Ferro Carril Oeste – CA Vélez Sarsfield 3:2 Raúl Natino, Alfredo Borgnia, Joaquín Corvetto - Fernando García, Juan F. Lezcano s                                          |
| 18 sierpnia 1940 | CA Banfield – Newell’s Old Boys 5:0 Agustín Cosso (2), Rafael Sanz (3) mecz rozegrany został na stadionie klubu Talleres Remedios de Escalada                            |
| 18 sierpnia 1940 | CA Platense – Racing Club de Avellaneda 0:3 Tiberio Godoy, José Díaz, Delfín Benítez Cáceres                                                                             |
| 18 sierpnia 1940 | Independiente – River Plate 2:2 Arsenio Erico (2) - Roberto D’Alessandro, Aristóbulo Deambrossi                                                                          |
| 18 sierpnia 1940 | Rosario Central – Club Atlético Lanús 2:3 Harry Hayes, Alfredo Fogel - Alberto Lorenzo, José García, Mario Di Lallo                                                      |
| 18 sierpnia 1940 | Chacarita Juniors – Estudiantes La Plata 0:1 Ángel Laferrara |

### Kolejka 19
| Data             | Mecz |
| ---------------- | --- |
| 25 sierpnia 1940 | River Plate – Racing Club de Avellaneda 5:1 Adolfo Pedernera (2, 1k), Ángel Labruna (2), Aristóbulo Deambrosi - José García k                   |
| 25 sierpnia 1940 | Boca Juniors – San Lorenzo de Almagro 4:1 Raúl Emeal, Jaime Sarlanga, Bernardo Gandulla (2) - José Fabrini                                      |
| 25 sierpnia 1940 | CA Vélez Sarsfield – CA Banfield 3:3 José M. Noguera, Eduardo Correa, José B. Menéndez - Agustín Cosso, Florencio Caffaratti, Juan Cerro        |
| 25 sierpnia 1940 | Atlanta Buenos Aires – Rosario Central 1:0 Andrés Ramos                                                                                         |
| 25 sierpnia 1940 | Estudiantes La Plata – CA Platense 6:1 Julio Gómez, Ángel Laferrara (3), Juan J. Negri, Manuel Pelegrina - Enrique Amiano                       |
| 25 sierpnia 1940 | Independiente – Gimnasia y Esgrima La Plata 4:2 Arsenio Erico (3), Antonio Sastre - Daniel Sabio, Manuel Fidel                                  |
| 25 sierpnia 1940 | CA Huracán – Ferro Carril Oeste 6:2 Rogelio Barros, Emilio Baldonedo, Herminio Masantonio (3), Plácido Rodríguez - José Liztherman, Raúl Natino |
| 25 sierpnia 1940 | Newell’s Old Boys – Chacarita Juniors 4:0 Eduardo Gómez, José Sisniega (2, 2k), Juan Gayol                                                      |
| 25 sierpnia 1940 | Club Atlético Lanús – CA Tigre 4:0 Luis Arrieta (3), Emilio Dardenes                                                                            |

### Kolejka 20
| Data            | Mecz |
| --------------- | --- |
| 1 września 1940 | CA Platense – Newell’s Old Boys 2:3 Ricardo Stagi (2) - Manuel Dorado, Mario Morosano, Eduardo Gómez                                                                 |
| 1 września 1940 | Racing Club de Avellaneda – Estudiantes La Plata 1:3 José García k - Manuel Pelegrina (3)                                                                            |
| 1 września 1940 | Chacarita Juniors – CA Vélez Sarsfield 1:0 Raúl Fiacone |
| 1 września 1940 | San Lorenzo de Almagro – Club Atlético Lanús 1:4 Rubén Cavadini - José García (2), Luis Arrieta, Alberto Lorenzo                                                     |
| 1 września 1940 | Rosario Central – Independiente 2:2 Aníbal Maffei (2) - Arsenio Erico, Armando Ríos s                                                                                |
| 1 września 1940 | CA Banfield – CA Huracán 1:4 Juan Cerro - Emilio Baldonedo (2), Rogelio Ortiz, Rogelio Barros mecz rozegrany został na stadionie klubu Talleres Remedios de Escalada |
| 1 września 1940 | Gimnasia y Esgrima La Plata – River Plate 0:2 Adolfo Pedernera k, Ángel Labruna                                                                                      |
| 1 września 1940 | Ferro Carril Oeste – Boca Juniors 0:3 Ricardo Alarcón, Raúl Emeal, Jaime Sarlanga                                                                                    |
| 1 września 1940 | CA Tigre – Atlanta Buenos Aires 1:0 Eibar Ríos |

### Kolejka 21
| Data             | Mecz |
| ---------------- | --- |
| 8 września 1940  | Newell’s Old Boys – Racing Club de Avellaneda 1:0 Manuel Dorado                                                      |
| 15 września 1940 | Independiente – CA Tigre 3:3 Antonio Sastre, Arsenio Erico, Celestino Martínez - Juan Marvezzi (3)                   |
| 15 września 1940 | Club Atlético Lanús – Ferro Carril Oeste 3:2 Luis Arrieta (2), Alberto Lorenzo - Daniel Pícaro (2)                   |
| 15 września 1940 | CA Vélez Sarsfield – CA Platense 0:2 Carlos Belfiore, Alfredo Zárraga                                                |
| 15 września 1940 | Gimnasia y Esgrima La Plata – Rosario Central 2:2 Daniel Sabio, Isidoro Orleans - Ricardo Cisterna, Salvador Laporta |
| 15 września 1940 | Boca Juniors – CA Banfield 1:0 Bernardo Gandulla                                                                     |
| 15 września 1940 | River Plate – Estudiantes La Plata 3:0 Adolfo Pedernera, Roberto D’Alessandro, José M. Moreno                        |
| 15 września 1940 | Atlanta Buenos Aires – San Lorenzo de Almagro 1:2 Andrés Ramos - Isidro Lángara, Rubén Cavadini                      |
| 15 września 1940 | CA Huracán – Chacarita Juniors 0:2 Raúl Setién, Raúl Fiacone                                                         |

### Kolejka 22
| Data             | Mecz |
| ---------------- | --- |
| 22 września 1940 | San Lorenzo de Almagro – Independiente 2:4 Isidro Lángara (2) - Vicente de la Mata, Juan J. Maril, Antonio Sánchez, ?                        |
| 22 września 1940 | CA Platense – CA Huracán 2:4 Guillermo Fernández, Eduardo Oviedo - Emilio Baldonedo, Rogelio Barros, Rubén Perdomo, Herminio Masantonio      |
| 22 września 1940 | CA Banfield – Club Atlético Lanús 5:0 mecz rozegrany został na stadionie klubu Talleres Remedios de Escalada                                 |
| 22 września 1940 | Racing Club de Avellaneda – CA Vélez Sarsfield 4:2 Oscar Larretchart (2), Delfín Benítez Cáceres (2) - Luis Fuente y Quesada, Genaro Canteli |
| 22 września 1940 | Rosario Central – River Plate 1:1 Harry Hayes - Roberto D’Alessandro                                                                         |
| 22 września 1940 | Estudiantes La Plata – Newell’s Old Boys 4:2 Ángel Laferrara (3), Juan J. Negri - Juan S. Ferreyra, Juan Gayol                               |
| 22 września 1940 | CA Tigre – Gimnasia y Esgrima La Plata 4:1 Aníbal Troncoso, Juan Marvezzi (2), Héctor Cabrera - Antenor Medina s                             |
| 22 września 1940 | Ferro Carril Oeste – Atlanta Buenos Aires 0:2 Andrés Ramos, Roberto Martino                                                                  |

### Kolejka 23
| Data             | Mecz |
| ---------------- | --- |
| 29 września 1940 | CA Huracán – Racing Club de Avellaneda 1:2 Herminio Masantonio - Vicente Zito, Delfín Benítez Cáceres                    |
| 29 września 1940 | River Plate – Newell’s Old Boys 2:1 José M. Moreno, Roberto D’Alessandro - Mario Morosano                                |
| 29 września 1940 | Boca Juniors – CA Platense 2:0 Ricardo Alarcón k, Jaime Sarlanga                                                         |
| 29 września 1940 | Gimnasia y Esgrima La Plata – San Lorenzo de Almagro 3:1 Roberto Scarone, Alberto Cerioni, Daniel Sabio - Isidro Lángara |
| 29 września 1940 | Atlanta Buenos Aires – CA Banfield 1:0 Roberto Martino                                                                   |
| 29 września 1940 | Independiente – Ferro Carril Oeste 3:0 Juan J. Zorrilla (2), Arsenio Erico                                               |
| 29 września 1940 | CA Vélez Sarsfield – Estudiantes La Plata 1:4 Luis Pérez - Julio Gómez, Ángel Laferrara (3)                              |
| 29 września 1940 | Rosario Central – CA Tigre 4:2 Ernesto Allende, Harry Hayes (2, 1k), Juan C. Heredia - Aníbal Troncoso, Héctor Cabrera   |

### Kolejka 24
| Data                | Mecz |
| ------------------- | --- |
| 6 października 1940 | Racing Club de Avellaneda – Boca Juniors 3:1 Atilio Fila, Enrique García k, José Díaz - Raúl Emeal                                 |
| 6 października 1940 | Estudiantes La Plata – CA Huracán 5:1 Ángel Laferrara (3), Juan J. Negri, Carlos Cirico - Rubén Perdomo                            |
| 6 października 1940 | CA Tigre – River Plate 4:2 Juan Marvezzi (2), Raimundo Sandoval, Aníbal Troncoso - Aristóbulo Deambrosi, José Ramos                |
| 6 października 1940 | CA Platense – Club Atlético Lanús 1:1 Enrique Amiano - Luis Arrieta                                                                |
| 6 października 1940 | CA Banfield – Independiente 0:1 Arsenio Erico                                                                                      |
| 6 października 1940 | San Lorenzo de Almagro – Rosario Central 3:3 Waldemar do Brito, Isidro Lángara (2, 1k) - Ricardo Cisterna, Aníbal Maffei (2)       |
| 6 października 1940 | Newell’s Old Boys – CA Vélez Sarsfield 3:1 Juan Gayol, Juan S. Ferreyra (2) - Osvaldo Reta                                         |
| 6 października 1940 | Ferro Carril Oeste – Gimnasia y Esgrima La Plata 4:1 Rodolfo Danza, Daniel Pícaro, Alfredo Borgnia, José Liztherman - Daniel Sabio |

### Kolejka 25
| Data                 | Mecz |
| -------------------- | --- |
| 20 października 1940 | Boca Juniors – Estudiantes La Plata 4:2 Ricardo Alarcón (2, 1k), Jaime Sarlanga (2) - Carlos Cirico, Ángel Laferrara               |
| 20 października 1940 | Rosario Central – Ferro Carril Oeste 3:1 Harry Hayes, Ricardo Cisterna, Aníbal Maffei - Rodolfo Danza                              |
| 20 października 1940 | Atlanta Buenos Aires – CA Platense 3:1 Roberto Martino (2), Ismael Zabaleta - Alfredo Zárraga                                      |
| 20 października 1940 | Gimnasia y Esgrima La Plata – CA Banfield 3:2 Alberto Belén (2), Daniel Sabio - Florencio Caffaratti, Agustín Cosso                |
| 20 października 1940 | CA Tigre – San Lorenzo de Almagro 1:0 Juan Marvezzi mecz rozegrany został na stadionie klubu Ferro Carril Oeste                    |
| 20 października 1940 | CA Huracán – Newell’s Old Boys 4:4 Plácido Rodríguez, Herminio Masantonio, Emilio Baldonedo (2) - Juan Gayol (3), Juan S. Ferreyra |
| 20 października 1940 | River Plate – CA Vélez Sarsfield 4:0 Ángel Labruna, Roberto D’Alessandro (2), Aristóbulo Deambrosi                                 |
| 20 października 1940 | Club Atlético Lanús – Racing Club de Avellaneda 4:1 Alberto Lorenzo (2), Luis Arrieta, José García - Enrique García                |

### Kolejka 26
| Data                 | Mecz |
| -------------------- | --- |
| 27 października 1940 | San Lorenzo de Almagro – River Plate 0:0 |
| 27 października 1940 | Newell’s Old Boys – Boca Juniors 0:1 Jaime Sarlanga                                                                                                  |
| 27 października 1940 | CA Platense – Independiente 0:0 |
| 27 października 1940 | Estudiantes La Plata – Club Atlético Lanús 6:1 Ángel Laferrara (2), Manuel Pelegrina (4) - Alberto Lorenzo k                                         |
| 27 października 1940 | CA Vélez Sarsfield – CA Huracán 3:0 Ángel Fernández, Luis Fuente y Quesada, Osvaldo Reta                                                             |
| 27 października 1940 | Ferro Carril Oeste – CA Tigre 1:2 Joaquín Corvetto - Eusebio Videla, Aníbal Troncoso                                                                 |
| 27 października 1940 | CA Banfield – Rosario Central 3:1 Florencio Caffaratti k, Armando Farro, Roberto Crisafi - Aníbal Maffei                                             |
| 27 października 1940 | Racing Club de Avellaneda – Atlanta Buenos Aires 5:2 Vicente Zito, Delfín Benítez Cáceres (3), Enrique García - Francisco Rodríguez, Ismael Zabaleta |

### Kolejka 27
| Data             | Mecz |
| ---------------- | --- |
| 3 listopada 1940 | Independiente – Racing Club de Avellaneda 7:0 Raúl Leguizamón, Arsenio Erico (2), Juan J. Zorrilla (2), Vicente de la Mata (2)                                         |
| 3 listopada 1940 | River Plate – CA Huracán 4:2 Adolfo Pedernera k, José M. Moreno, Roberto D’Alessandro, Aristóbulo Deambrosi - Herminio Masantonio (2, 1k)                              |
| 3 listopada 1940 | Boca Juniors – CA Vélez Sarsfield 3:0 Bernardo Gandulla, Ricardo Alarcón (2)                                                                                           |
| 3 listopada 1940 | CA Tigre – CA Banfield 3:2 Mario Tosoni, Héctor Cabrera, Juan Marvezzi - Florencio Caffaratti (2)                                                                      |
| 3 listopada 1940 | San Lorenzo de Almagro – Ferro Carril Oeste 1:2 José Fabrini - Alfredo Borgnia (2)                                                                                     |
| 3 listopada 1940 | Gimnasia y Esgrima La Plata – CA Platense 6:5 Alberto Belén, Daniel Sabio (2), Manuel Fidel (3) - Eduardo Oviedo, Gregorio Esperón k, Enrique Amiano, Florencio Arigos |
| 3 listopada 1940 | Atlanta Buenos Aires – Estudiantes La Plata 2:2 Andrés Ramos (2) - Ángel Laferrara (2)                                                                                 |
| 3 listopada 1940 | Club Atlético Lanús – Newell’s Old Boys 2:2 Luis Arrieta, Alberto Lorenzo k - Mario Morosano (2)                                                                       |

### Kolejka 28
| Data              | Mecz |
| ----------------- | --- |
| 10 listopada 1940 | Ferro Carril Oeste – River Plate 1:4 Alfredo Borgnia - Roberto D’Alessandro, Ángel Labruna (2), Adolfo Pedernera mecz rozegrany został na stadionie klubu San Lorenzo de Almagro |
| 10 listopada 1940 | CA Banfield – San Lorenzo de Almagro 2:2 Eduardo Silvera, Florencio Caffaratti - Isidro Lángara (2, 1k)                                                                          |
| 10 listopada 1940 | Newell’s Old Boys – Atlanta Buenos Aires 1:4 Rafael Franco - Ismael Zabaleta, Roberto Martino (2), Andrés Ramos                                                                  |
| 10 listopada 1940 | Racing Club de Avellaneda – Gimnasia y Esgrima La Plata 5:0 Delfín Benítez Cáceres (3), Juan A. Devizia, Enrique García                                                          |
| 10 listopada 1940 | CA Vélez Sarsfield – Club Atlético Lanús 2:1 Victorio Spinetto k, Eduardo Correa - Luis Arrieta                                                                                  |
| 10 listopada 1940 | CA Platense – Rosario Central 2:1 Florencio Arigos (2) - Eduardo Cisterna |
| 10 listopada 1940 | Chacarita Juniors – CA Tigre 1:1 Raúl Setién - Raimundo Sandoval |
| 10 listopada 1940 | Estudiantes La Plata – Independiente 0:1 Juan J. Zorrilla |
| 10 listopada 1940 | CA Huracán – Boca Juniors 2:2 Herminio Masantonio, Jorge Alberti - Ricardo Alarcón, Jaime Sarlanga                                                                               |

### Kolejka 29
| Data              | Mecz |
| ----------------- | --- |
| 17 listopada 1940 | Gimnasia y Esgrima La Plata – Estudiantes La Plata 1:4 Manuel Fidel - Manuel Pelegrina (3), Ángel Laferrara                                                                              |
| 17 listopada 1940 | Rosario Central – Racing Club de Avellaneda 2:3 Harry Hayes, Aníbal Maffei - Delfín Benítez Cáceres, Mateo Pont, Juan A. Devizia                                                         |
| 17 listopada 1940 | Ferro Carril Oeste – CA Banfield 4:4 Rodolfo Danza (3, 1k), Alfredo Borgnia - Armando Farro (2), Florencio Caffaratti k, Eduardo Silvera mecz rozegrany został na stadionie klubu Racing |
| 17 listopada 1940 | Club Atlético Lanús – CA Huracán 2:3 José García, Luis Arrieta - Herminio Masantonio (2), Emilio Baldonedo                                                                               |
| 17 listopada 1940 | CA Tigre – CA Platense 1:2 Raimundo Sandoval - Florencio Arigos (2) |
| 17 listopada 1940 | Atlanta Buenos Aires – CA Vélez Sarsfield 2:2 Francisco Rodríguez, Ismael Zabaleta - Luis Fuente y Quesada, Victorio Spinetto                                                            |
| 17 listopada 1940 | San Lorenzo de Almagro – Chacarita Juniors 4:1 Mateo Nicolau, Isidro Lángara (3) - Fabio Cassán                                                                                          |
| 17 listopada 1940 | Independiente – Newell’s Old Boys 2:1 Vicente de la Mata, Antonio Sastre - Juan Gayol |
| 17 listopada 1940 | River Plate – Boca Juniors 1:1 Ángel Labruna - Aníbal Tenorio k |

### Kolejka 30
| Data              | Mecz |
| ----------------- | --- |
| 23 listopada 1940 | Newell’s Old Boys – Gimnasia y Esgrima La Plata 4:1 José S. Ferreyra, Rafael Franco (2), Ángel Perucca - Manuel Fidel                                     |
| 24 listopada 1940 | CA Vélez Sarsfield – Independiente 5:4 Luis Fuente y Quesada (2), Ángel Fernández (2), Victorio Spinetto - Arsenio Erico (3), Vicente de la Mata          |
| 24 listopada 1940 | Racing Club de Avellaneda – CA Tigre 4:3 Delfín Benítez Cáceres, Vicente Luchetti, Tiberio Godoy, Enrique García k - Raimundo Sandoval (2), Juan Marvezzi |
| 24 listopada 1940 | Chacarita Juniors – Ferro Carril Oeste 2:2 Raúl Setién, Carlos Viyella - Rodolfo Danza, Miguel A. Garavano                                                |
| 24 listopada 1940 | Estudiantes La Plata – Rosario Central 1:0 Juan J. Negri                                                                                                  |
| 24 listopada 1940 | Boca Juniors – Club Atlético Lanús 5:0 Luis Carniglia (3), Bernardo Gandulla, Jaime Sarlanga                                                              |
| 24 listopada 1940 | CA Banfield – River Plate 2:1 Eduardo Silvera, Rafael Sanz - José M. Moreno                                                                               |
| 24 listopada 1940 | CA Platense – San Lorenzo de Almagro 0:3 Isidro Lángara, Diego García, José Fabrini                                                                       |
| 24 listopada 1940 | CA Huracán – Atlanta Buenos Aires 1:2 Herminio Masantonio - Ismael Zabaleta, José Freiges k                                                               |

### Kolejka 31
| Data           | Mecz |
| -------------- | --- |
| 1 grudnia 1940 | River Plate – Club Atlético Lanús 7:1 Roberto D’Alessandro (3), Aristóbulo Deambrosi (2), Ángel Labruna, José M. Moreno - José García                 |
| 1 grudnia 1940 | CA Banfield – Chacarita Juniors 4:4 Florencio Caffaratti (2), Armando Farro, Rafael Sanz - Juan N. Zava, Alberto Lorenzo, Carlos Viyella, Raúl Setién |
| 1 grudnia 1940 | San Lorenzo de Almagro – Racing Club de Avellaneda 2:2 Isidro Lángara, José Fabrini - Ernesto González s, Delfín Benítez Cáceres                      |
| 1 grudnia 1940 | CA Tigre – Estudiantes La Plata 4:0 Juan Marvezzi (3), Raimundo Sandoval                                                                              |
| 1 grudnia 1940 | Independiente – CA Huracán 0:1 Herminio Masantonio |
| 1 grudnia 1940 | Atlanta Buenos Aires – Boca Juniors 0:3 Bernardo Gandulla, Jaime Sarlanga, Luis Carniglia                                                             |
| 1 grudnia 1940 | Rosario Central – Newell’s Old Boys 0:2 Juan S. Ferreyra, Manuel Dorado                                                                               |
| 1 grudnia 1940 | Ferro Carril Oeste – CA Platense 1:0 Rodolfo Danza |
| 1 grudnia 1940 | Gimnasia y Esgrima La Plata – CA Vélez Sarsfield 2:1 Isidoro Orleans, Alberto Cerioni - Ángel Fernández                                               |

### Kolejka 32
| Data           | Mecz |
| -------------- | --- |
| 8 grudnia 1940 | Boca Juniors – Independiente 5:2(2:2) Sędzia: J. J. Álvarez Bramki: 0:1 Arsenio Erico 2, 1:1 Jaime Sarlanga 23, 1:2 Juan J. Zorrilla 32, 2:2 Jaime Sarlanga 33, 3:2 Raúl Emeal 58, 4:2 Bernardo Gandulla 67, 5:2 Bernardo Gandulla 89 Club Atlético Boca Juniors: Estrada – Ibáńez, Marante, A. López, Lazzatti, Suárez, Sas, Carniglia, Jaime Sarlanga, Bernardo Gandulla, Raúl Emeal. CA Independiente: Carlés; Lecea, Coletta, Franzolini, Leguizamón, Martínez, Maril, De la Mata, Arsenio Erico, Sastre, Juan J. Zorrilla. |
| 8 grudnia 1940 | Chacarita Juniors – River Plate 0:7 Roberto D’Alessandro (4), Manuel Aragüez s, Ángel Labruna, José M. Moreno |
| 8 grudnia 1940 | Estudiantes La Plata – San Lorenzo de Almagro 3:2 Juan J. Negri, Manuel Pelegrina, Ángel Laferrara - José Fabrini, Ángel Zubieta |
| 8 grudnia 1940 | Newell’s Old Boys – CA Tigre 5:2 Héctor Ozcoidi, Ángel Perucca (3, 3k), Manuel Dorado - Aníbal Troncoso, Nicanor Kajel |
| 8 grudnia 1940 | CA Huracán – Gimnasia y Esgrima La Plata 3:2 Rogelio Barros (2), Jorge Cano - Carlos A. Danielle, Alberto Cerioni |
| 8 grudnia 1940 | Club Atlético Lanús – Atlanta Buenos Aires 3:0 Alberto Lorenzo (3, 1k) |
| 8 grudnia 1940 | CA Vélez Sarsfield – Rosario Central 3:2 Ángel Fernández, Eduardo Correa, Osvaldo Reta - Eduardo Cisterna, David Marcovich |
| 8 grudnia 1940 | CA Platense – CA Banfield 1:2 Alfredo Zárraga - Florencio Caffaratti, Rafael Sanz |
| 8 grudnia 1940 | Racing Club de Avellaneda – Ferro Carril Oeste 4:1 Vicente Zito, Delfín Benítez Cáceres (3) - Francisco Páez |

### Kolejka 33
| Data            | Mecz |
| --------------- | --- |
| 14 grudnia 1940 | Rosario Central – CA Huracán 4:3 Eduardo Cisterna (2), Julio Armendáriz, Aníbal Maffei - Emilio Baldonedo (2), Delfín Unzué                                   |
| 15 grudnia 1940 | San Lorenzo de Almagro – Newell’s Old Boys 2:3 Isidro Lángara, Diego García - Juan Gayol, Mario Morosano (2) mecz rozegrany został na stadionie klubu Huracán |
| 15 grudnia 1940 | CA Tigre – CA Vélez Sarsfield 6:2 Eduardo Spandre, Juan Marvezzi (3), Aníbal Troncoso (2) - José M. Noguera, Eduardo Correa                                   |
| 15 grudnia 1940 | Independiente – Club Atlético Lanús 5:3 Arsenio Erico (2), Juan J. Maril, Juan J. Zorrilla (2) - Alberto Lorenzo (2), Luis Arrieta                            |
| 15 grudnia 1940 | River Plate – Atlanta Buenos Aires 7:1 Ángel Labruna, Aristóbulo Deambrosi, Roberto D’Alessandro (3), Adolfo Pedernera (2) - Andrés Ramos                     |
| 15 grudnia 1940 | Chacarita Juniors – CA Platense 3:1 Juan C. Lorenzo, Carlos Viyella, Raúl Fiacone - Gregorio Esperón k                                                        |
| 15 grudnia 1940 | Ferro Carril Oeste – Estudiantes La Plata 2:0 Rodolfo Danza (2)                                                                                               |
| 15 grudnia 1940 | CA Banfield – Racing Club de Avellaneda 2:2 Rafael Sanz (2) - Delfín Benítez Cáceres, Enrique García                                                          |
| 15 grudnia 1940 | Gimnasia y Esgrima La Plata – Boca Juniors 1:1 Alberto Cerioni - Jaime Sarlanga                                                                               |

### Kolejka 34
| Data            | Mecz |
| --------------- | --- |
| 17 grudnia 1940 | CA Huracán – CA Tigre 3:0 Manuel Giúdice, Herminio Masantonio, Rogelio Barros mecz rozegrany został na stadionie klubu San Lorenzo de Almagro                                                                                 |
| 19 grudnia 1940 | Club Atlético Lanús – Gimnasia y Esgrima La Plata 3:4 Alberto Lorenzo k, Jorge Grandín (2) - Alberto Cerioni, Teófilo Espínola, Roberto Scarone, Manuel Fidel mecz rozegrany został na stadionie klubu San Lorenzo de Almagro |
| 21 grudnia 1940 | Estudiantes La Plata – CA Banfield 5:2 Ángel Laferrara (3), Julio Gagliardo (2) - Rafael Sanz, Armando Farro |
| 21 grudnia 1940 | Newell’s Old Boys – Ferro Carril Oeste 1:1 Ángel Perucca - Rodolfo Danza |
| 22 grudnia 1940 | CA Platense – River Plate 1:3 Florencio Arigós - José M. Moreno, Adolfo Pedernera (2, 1k) |
| 22 grudnia 1940 | Racing Club de Avellaneda – Chacarita Juniors 5:0 Delfín Benítez Cáceres (2), Tiberio Godoy (2), José Díaz |
| 22 grudnia 1940 | Atlanta Buenos Aires – Independiente 6:4 Andrés Ramos (2), Roberto Martino (3), Francisco Rodríguez - Vicente de la Mata (2), Andrés Coll, Emilio Reuben                                                                      |
| 22 grudnia 1940 | Boca Juniors – Rosario Central 2:0 Jaime Sarlanga, Raúl Emeal |
| 22 grudnia 1940 | CA Vélez Sarsfield – San Lorenzo de Almagro 0:2 Isidro Lángara (2) |

### Końcowa tabela sezonu 1940
| Poz | Klub                        | Mecze | Zw | Rem | Por | Pkt | BrZd | BrStr |
| --- | --------------------------- | ----- | -- | --- | --- | --- | ---- | ----- |
| 1   | Boca Juniors                | 34    | 24 | 7   | 3   | 55  | 87   | 36    |
| 2   | Independiente               | 34    | 20 | 7   | 7   | 47  | 90   | 49    |
| 3   | River Plate                 | 34    | 17 | 8   | 9   | 42  | 92   | 54    |
| 4   | CA Huracán                  | 34    | 19 | 4   | 11  | 42  | 80   | 62    |
| 5   | Racing Club de Avellaneda   | 34    | 18 | 5   | 11  | 41  | 84   | 67    |
| 6   | Estudiantes La Plata        | 34    | 18 | 3   | 13  | 39  | 80   | 72    |
| 7   | Gimnasia y Esgrima La Plata | 34    | 17 | 4   | 13  | 38  | 77   | 86    |
| 8   | Newell’s Old Boys           | 34    | 14 | 9   | 11  | 37  | 70   | 61    |
| 9   | San Lorenzo de Almagro      | 34    | 11 | 8   | 15  | 30  | 62   | 65    |
| 10  | CA Banfield                 | 34    | 11 | 7   | 16  | 29  | 67   | 65    |
| 11  | CA Tigre                    | 34    | 13 | 3   | 18  | 29  | 75   | 86    |
| 12  | CA Platense                 | 34    | 12 | 5   | 17  | 29  | 51   | 68    |
| 13  | Rosario Central             | 34    | 11 | 5   | 18  | 27  | 60   | 75    |
| 14  | Club Atlético Lanús         | 34    | 12 | 3   | 19  | 27  | 75   | 97    |
| 15  | Ferro Carril Oeste          | 34    | 10 | 7   | 17  | 27  | 58   | 76    |
| 16  | Atlanta Buenos Aires        | 34    | 11 | 4   | 19  | 26  | 58   | 87    |
| 17  | CA Vélez Sarsfield          | 34    | 11 | 3   | 20  | 25  | 51   | 83    |
| 18  | Chacarita Juniors           | 34    | 8  | 6   | 20  | 22  | 38   | 66    |

### Klasyfikacja strzelców bramek 1940
| Gole | Piłkarz                | Klub                      |
| ---- | ---------------------- | ------------------------- |
| 33   | Delfín Benítez Cáceres | Racing Club de Avellaneda |
| 33   | Isidro Lángara         | San Lorenzo de Almagro    |
| 30   | Ángel Laferrara        | Estudiantes La Plata      |
| 29   | Arsenio Erico          | Independiente             |
| 29   | Juan Marvezi           | CA Tigre                  |